# Conomitra linearis
Conomitra es un género monotípico de planta herbácea de la familia Apocynaceae. Contiene una única especie: Conomitra linearis Fenzl.

## Distribución y hábitat
Es originaria de África donde se distribuye por los desiertos de Etiopía, Kenia, Níger, Somalía y Sudán.

## Descripción
Es una planta efímera, erecta hierba anual que alcanza los 6-35 cm de altura, ramificada, con látex, probablemente incoloro, con raíces fibrosas. Sus ramas anuales, papilosas, glabras. Las hojas herbáceas de 1-7 cm de largo, 0.1-0.3 cm de ancho, lineales, basalmente cuneadas, con el ápice obtuso o agudo,  glabras.
Las inflorescencias son extra-axilares, solitarias, más cortas que las hojas adyacentes, con una flor, sub sésil y con pedicelos glabros.

## Taxonomía
Conomitra linearis fue descrita por Eduard Fenzl y publicado en Novarum Stirpium Decades Dec. 65. 1839.
Sinonimia
- Odontanthera linearis (Fenzl) Mabb.[3]